# Will Lewis (giocatore di football americano)
Willie L. Lewis (Quakertown, 16 gennaio 1958) è un ex giocatore di football americano, allenatore di football americano e dirigente sportivo statunitense che ha militato nel ruolo di defensive back nella National Football League (NFL), nella United States Football League (USFL) e nella Canadian Football League (CFL).

## Carriera
Lewis firmò con i Seattle Seahawks dopo non essere stato scelto nel Draft NFL 1980 dopo avere giocato all'università al Millersville State College, ora Millersville University of Pennsylvania. Disputò 26 partite nella NFL, ritornando 46 kickoff a una media di 21,4 yard l'uno e 56 punt a una media di 8,0 yard l'uno, incluso un touchdown da 75 yard nella sua prima stagione contro i Denver Broncos. In seguito giocò nella USFL con i Denver Gold (1983) e gli Houston Gamblers (1984–85). Dopo il fallimento della lega passò nella CFL dove fu membro degli Ottawa Rough Riders (1986, 1987–88), dei Montreal Alouettes (1986), degli Hamilton Tiger-Cats (1989) e dei Winnipeg Blue Bombers (1989). Detiene ancora il record di franchigia dei Seahawks per il maggior numero di punt ritornati in una stagione da rookie, 41.

## Vita privata
Lewis è padre di Ryan Lewis, un ex cornerback nella NFL e cugino dall'analista di ESPN Louis Riddick e di Robb Riddick, ex running back dei Buffalo Bills.